# Immarssuaq - det store hav
Immarssuaq - det store hav er en dansk dokumentarfilm fra 1967, der er instrueret af Ib Dam og Thomas Kragh.

## Handling
Søværnets kortlægning af de grønlandske farvande.